# ライス・エクルズ・スタジアム
ライス・エクルズ・スタジアム（Rice-Eccles Stadium）は、アメリカ合衆国ユタ州ソルトレイクシティにあるスタジアム。ユタ大学が所有している。1927年に133,000ドルの建設費を掛けて建設され、2002年冬季オリンピックの開・閉会式場にもなった。パラリンピックでは開会式会場だった。その時は「ライス・エクルズ・オリンピックスタジアム」の名称であった。
杮落としは1927年10月22日。ユタ大学がコロラド鉱山大学に勝利した。当時はUteスタジアムと呼ばれており、収容人数は2万人だった。その後改修で3万人に増員した。1972年には当時アメリカ最大級のヘルスクラブチェーンを経営していたロバート・L・ライスからユタ大に寄付された100万ドルをもとに改修工事が行われた。南スタンドを増設し、ロッカールームと記者席の設置で、収容人数は32,500人になった。これにより名称がライス・スタジアムと改められた。
1995年にソルトレーク五輪開催が決定し、当スタジアムが開閉会式の会場に決まったが、施設は老朽化していたため全面改修が行われた。1997年11月から工事に着手、旧スタンドを取り壊し、新スタンドを新設、1998年9月12日に開場した。収容人員は4万5千人となった。 
5,000万ドルの工事費用は大会組織委員会と個人の寄付、債券、そのうち1,000万ドルは地元の資産家スペンサー・エクルズとジョージ・S&ドロレス・ドレ・エクルズ財団からの寄付によって賄われた。エクルズの貢献により名称はライス・エクルズ・スタジアムに改称された。

## アクセス
UTA TRAX路面電車レッドラインスタジアム駅下車すぐ。